# 웨루구

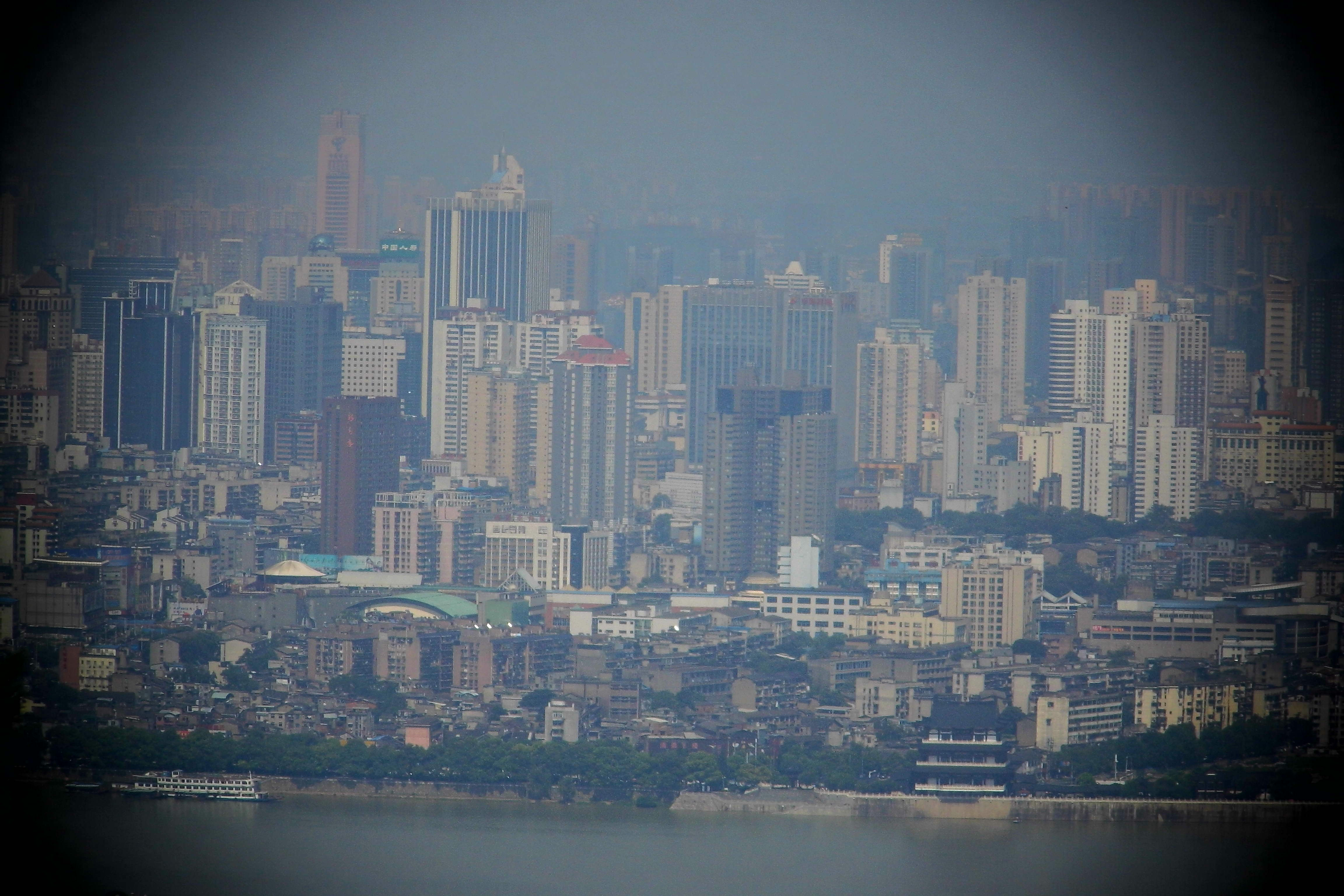

웨루구(한국어: 악록구, 중국어: 岳麓区, 병음: Yuèlù Qū)는 중화인민공화국 후난성 창사 시의 현급 행정구역이다. 창사의 5개의 시할구 중 하나로 상강의 서쪽 기슭에 위치하고 현 내의 웨루 산에서 이름이 유래하였다. 넓이는 139km2이고, 인구는 2007년 기준으로 430,000명이다.
웨루는 중요한 구로 문화 지역이자 오랜 역사를 가지고 있고 창사의 깊은 문화의 보고이다. 송나라 때인 976년에 웨루 산 동쪽으로 악록서원이 세워졌고 산 남쪽은 대학가로 중난 대학, 후난 대학, 후난 사범대학과 같은 대학이 있고 국가 하이테크 산업 개발구가 구 중앙의 넓은 지역을 차지하고 있다.

## 행정 구역
10개 가도, 4개 진, 1개 향을 관할한다.
- 가도: 望月湖街道, 岳麓街道, 桔子洲街道, 银盆岭街道, 观沙岭街道, 望城坡街道, 西湖街道, 咸嘉湖街道, 望岳街道, 梅溪湖街道.
- 진: 东方红镇, 含浦镇, 坪塘镇, 莲花镇.
- 향: 天顶乡.